# Festspelen i Bergen
Festspelen i Bergen (norska: Festspillene i Bergen, engelska: Bergen International Festival) är en årlig musik-, teater- och konstfestival som sedan 1953 hålls i Bergen i Norge i två veckor i månadsskiftet maj–juni. De ses som Norges nationella festspel och syftar till att bland annat göra norsk konst känd för en bredare publik samt presentera utländska konstnärer för en norsk publik. Festspelen finansieras till stor del med offentliga medel, och direktör är sedan 2005 Per Boye Hansen.
På programmet står konserter, teater-, balett-, opera- och folkloreföreställningar, konstutställningar och barnarrangemang. Arrangemangen hålls i Grieghallen och Håkonshallen, på Troldhaugen, Lysøen och Siljustøl samt i Bergens kyrkor. Edvard Griegs musik har hela tiden haft en central plats i festspelen; bland annat spelas varje år hans a-mollkonsert på avslutningskonserten.

## Historia
Initiativet till festspelen togs 1950 av sångerskan Fanny Elsta. Festspelen grundades som en stiftelse 1951 med Bergens kulturinstitutioner (Musikselskabet Harmonien, Den Nationale Scene m.fl.), stat, kommun och näringsliv som deltagare. De första festspelen, som invigdes den 1 juni 1953, hade stora namn som Leopold Stokowski, Yehudi Menuhin och Kirsten Flagstad på programmet. Festspelen har genom åren beställt nyskrivna verk av kompositörer som Geirr Tveitt, Alfred Janson, Allan Pettersson, Arne Nordheim och Lasse Thoresen.